# Brabantse Delta

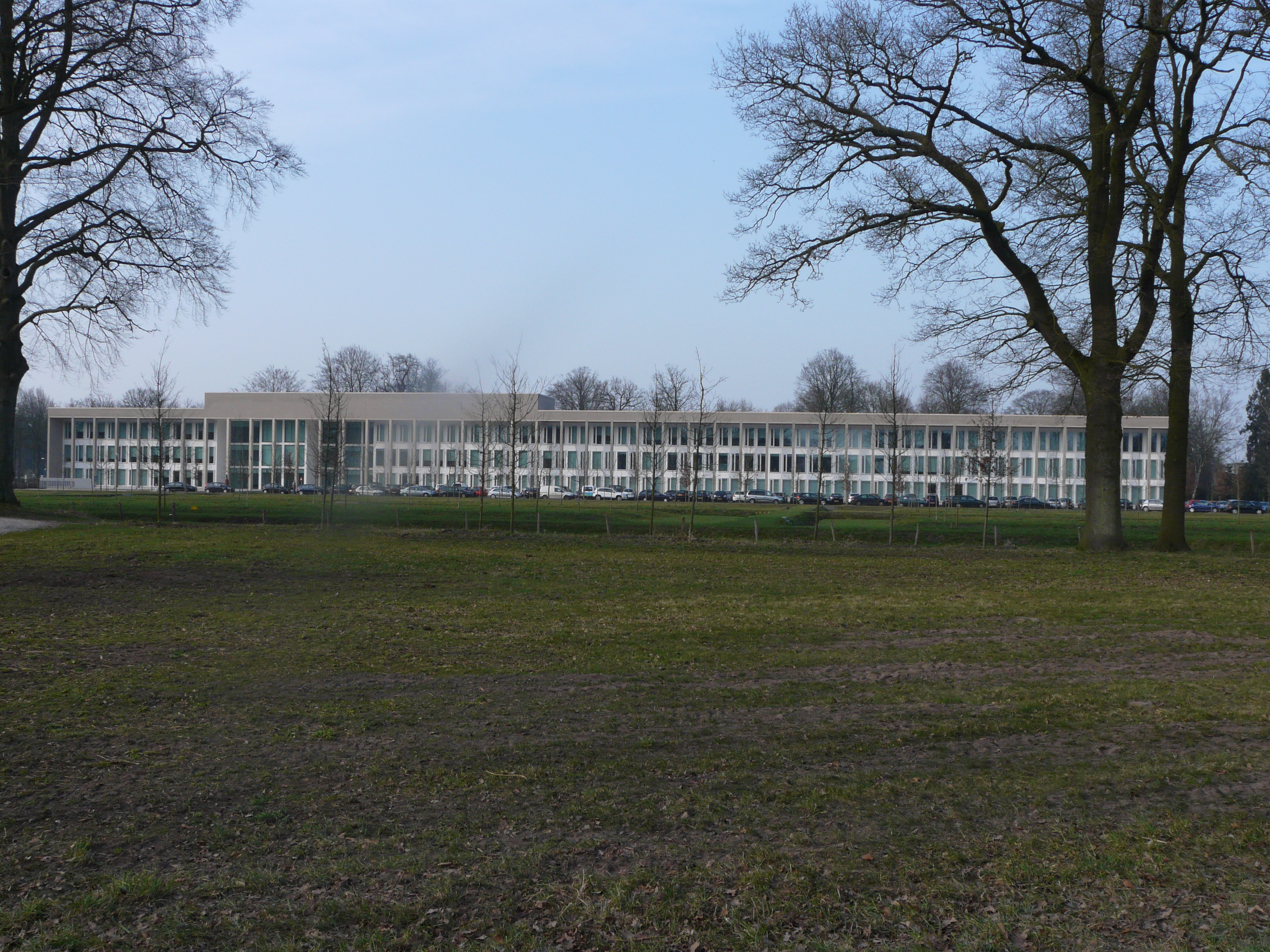
Kantoor bij Kasteel Bouvigne en het Markdal in Breda

Brabantse Delta is een groot fusiewaterschap in het westen van de Nederlandse provincie Noord-Brabant, verspreid over 21 gemeenten. Het is in 2004 ontstaan uit de voormalige waterschappen Mark en Weerijs, Land van Nassau, Hoogheemraadschap van West-Brabant, de Dongestroom en het Scheldekwartier. Waterschap Brabantse Delta heeft zijn hoofdkantoor Hof van Bouvigne, sinds 1 juni 2010 gevestigd op landgoed Bouvigne bij Kasteel Bouvigne, aan de rand van Breda.
De dijkgraaf sinds 1 september 2017 Kees Jan de Vet. Daarvoor waren dat achtereenvolgens Joseph Vos, Carla Moonen en Huub Hieltjes (waarnemend).

## Werkgebied
Het werkgebied van waterschap Brabantse Delta omvat het deel van de provincie Noord-Brabant dat ligt ten westen van de lijn Waalwijk/Baarle-Nassau en ten zuiden van het Hollandsch Diep, de Amer en de Bergsche Maas. De bodemhoogte in dit gebied varieert van -1,80 tot +30,00 meter NAP. De grootste wateren in het werkgebied van Brabantse Delta zijn Mark, Vliet, Aa of Weerijs, Donge, Zuiderafwateringskanaal, Oude Maasje en Roode Vaart.

### Gemeenten
Er vallen 21 gemeenten onder het werkgebied van waterschap Brabantse Delta, dit zijn: Alphen-Chaam, Baarle-Nassau, Bergen op Zoom, Breda, Dongen, Drimmelen, Etten-Leur, Geertruidenberg, Gilze en Rijen, Goirle, Halderberge, Loon op Zand, Moerdijk, Steenbergen, Oosterhout, Roosendaal, Rucphen, Tilburg (gedeeltelijk), Waalwijk, Woensdrecht en Zundert.